# Kayhude
Kayhude ist eine Gemeinde im Kreis Segeberg in Schleswig-Holstein.

## Geographie

### Lage und Ortsteile
Das Gemeindegebiet von Kayhude erstreckt sich am südöstlichen Rande des Niederungsgebietes der Oberalster nördlich von Hamburg im Naturraum der Barmstedt-Kisdorfer Geest (Haupteinheit Nr. 694).
Weitere Ortsteile im Gemeindegebiet sind Heidkrügerfeld und Naherfurth.

### Nachbargemeinden
Das Gemeindegebiet von Kayhude ist umgeben von selbigen von:
| Wakendorf II | Nahe                                        |                 |
|              | Kompassrose, die auf Nachbargemeinden zeigt | Bargfeld-Stegen |
| Tangstedt    |                                             |                 |

## Geschichte
Auf der Alster wurden bis Ende des 19. Jahrhunderts Gips, Ziegel, Holz und Torf aus Kayhude nach Hamburg verschifft.
Kayhude gehört zu den Hude-Orten. Der Wortteil Hude bezeichnet Stellen, an denen kleine Schiffe durch Auflaufen auf flaches Ufer landeten und aufs Trockene gezogen wurden.

## Politik

### Gemeindevertretung
Bei der Kommunalwahl am 14. Mai 2023 wurden insgesamt elf Sitze vergeben. Von diesen erhielt die CDU sechs Sitze, die Kommunale Wählergemeinschaft Kayhude drei Sitze und die Grünen zwei Sitze.

### Wappen
Blasonierung: „In Gold ein erhöhter, breiter blauer Wellenbalken, unten begleitet von zwei hinten verstutzten schwarzen Wellenfäden und belegt mit einem linksgewendeten goldenen Kahn mit goldenem Steuerruder und schwarzer Torffracht; darunter ein schräggestellter schwarzer Torfspaten mit goldenem Griff.“

## Sehenswürdigkeiten
In der Liste der Kulturdenkmale in Kayhude stehen die in der Denkmalliste des Landes Schleswig-Holstein eingetragenen Kulturdenkmale.

## Verkehr
Kayhude liegt an der historischen Verbindung von Hamburg nach Bad Segeberg. Heute wird diese repräsentiert durch die Bundesstraße 432. Von dieser zweigt im Ort seit 2015 die Bundesstraße 75 in Richtung der Stadt Bad Oldesloe ab, die anschließend weiter nach Lübeck führt.